# Atlanticythere
Atlanticythere is een geslacht van kreeftachtigen uit de klasse van de Ostracoda (mosselkreeftjes).

## Soorten
- Atlanticythere bransfieldensis Blaszyk, 1987 †
- Atlanticythere carlitae Benson in Benson & Peypouquet, 1983
- Atlanticythere maestrichtia Benson, 1977 †
- Atlanticythere miocenica Benson in Benson & Peypouquet, 1983
- Atlanticythere murareticulata Benson, 1977 †
- Atlanticythere prethalassia Benson, 1977 †